# Lill-Hedtjärnen
Lill-Hedtjärnen är en sjö i Norsjö kommun i Västerbotten och ingår i Skellefteälvens huvudavrinningsområde.